# Compsocryptus purpuripennis
Compsocryptus purpuripennis är en stekelart som först beskrevs av Cresson 1879.  Compsocryptus purpuripennis ingår i släktet Compsocryptus och familjen brokparasitsteklar. Inga underarter finns listade i Catalogue of Life.